# Embalse Cruz del Eje
Embalse Cruz del Eje är en reservoar i Argentina.   Den ligger i provinsen Córdoba, i den centrala delen av landet, 700 km nordväst om huvudstaden Buenos Aires. Embalse Cruz del Eje ligger 530 meter över havet. Arean är 11,1 kvadratkilometer. Den sträcker sig 5,1 kilometer i nord-sydlig riktning, och 5,1 kilometer i öst-västlig riktning.
Trakten runt Embalse Cruz del Eje består i huvudsak av gräsmarker. Runt Embalse Cruz del Eje är det ganska tätbefolkat, med 67 invånare per kvadratkilometer.